# Модуль стока
Мо́дуль сто́ка в водотоке — объём воды, стекающей с определенной площади бассейна в единицу времени.

## Формулы
Измеряется в метрах кубических в секунду с квадратного километра или м³/(с × км²), а для малых величин в литрах в секунду с квадратного километра — л/(с × км²).
Вычисляется делением расхода воды на площадь водосбора по следующей формуле (в м³/(с × км²)):
где Q — расход воды, м³/с; а F — площадь водосбора, км².
Если же необходимо получить значение в л/(с × км²), то полученное значение умножают на коэффициент 10³ для перевода литров в кубические метры: M=(Q/F)10³.

## Виды
По месту выделяют три вида: поверхностный, подземный и суммарный.
По времени: наибольший, наименьший и средний.

## Примеры
Наименьший модуль стока в засушливых степных и пустынных зонах (на равнинах Средней Азии 0—1 л/(с × км²), наибольший — в горах Западного Кавказа — до 15 л/(с × км²). Во время весеннего половодья расходы воды в реках увеличиваются настолько, что нередко в десятки и сотни раз превышают величину среднего годового расхода воды. Максимальные модули стока для ряда рек Европейской части бывшего СССР достигают в периоды половодья 200—350 л/сек × км² и более. При этом величина модуля стока зависит от площади водосбора: чем больше бассейн, тем меньше его значение.
| Река           | Пункт наблюдения | Площадь водосбора, км² | Средний годовой модуль стока, л/с с км² | Максимальный модуль стока, л/с с км² | Кратность |
| -------------- | ---------------- | ---------------------- | --------------------------------------- | ------------------------------------ | --------- |
| Тихвинка       | Горелуха         | 2030                   | 9,4                                     | 151                                  | 16        |
| Западная Двина | Витебск          | 27300                  | 8,3                                     | 133                                  | 16        |
| Волга          | Тверь            | 24100                  | 7,3                                     | 158                                  | 21        |
| Ока            | Орёл             | 4870                   | 4,2                                     | 370                                  | 92        |
| Днепр          | Смоленск         | 14100                  | 6,9                                     | 141                                  | 20        |
| Дон            | Гремячье         | 60100                  | 3,8                                     | 131                                  | 35        |